# 基興海德巴赫河

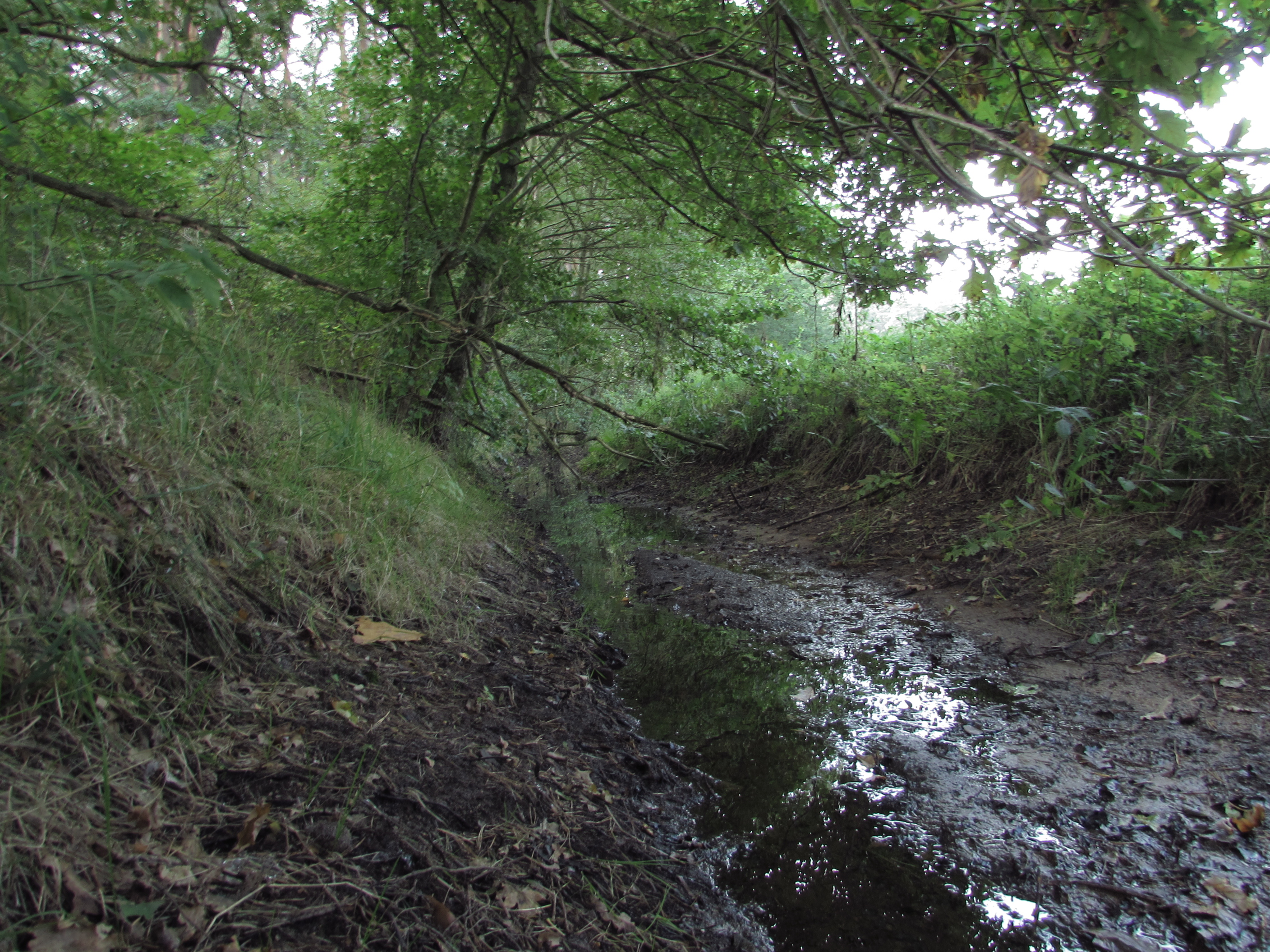
基興海德巴赫河

52°14′19″N 12°16′57″E / 52.23861°N 12.2824°E
基興海德巴赫河（德語：Kirchenheider Bach），是德國的河流，位於該國東北部，由勃蘭登堡州負責管轄，屬於布考河的支流，河道全長4.6公里，流域面積10.4平方公里。